# Djomeh
Djomeh è un film del 2000 diretto da Hassan Yektapanah, vincitore della Caméra d'or per la miglior opera prima al 53º Festival di Cannes.